# 小巨人 (电视剧)
《小巨人》，2017年4月起於TBS電視台「周日劇場」時段播出的連續劇，由長谷川博己主演，為長谷川首度主演TBS同時段連續劇。

## 登場人物

### 主要人物
香坂真一郎：長谷川博己（香港配音：雷霆）
階級：警部。
刑警・刑事課課長代理。原警視廳刑事部搜查一課 - 殺人犯捜査第1係係長。歸屬警視廳芝警察署。因在搜查過程中透露過多信息給媒體，因而調往豐洲警察署。
山田春彥：岡田將生（香港配音：張裕東）
階級：警部補。
警視庁刑事部・捜査一課長專屬司機。豊洲署刑事課係長。
三島祐里：芳根京子（香港配音：凌晞）
階級：巡査部長。
警視廳警務部人事一課職員。對待他人十分有禮貌，希望能成為一名優秀的刑警而提出調職申請，後調往豊洲署。
渡部久志：安田顯（香港配音：蘇強文）
階級：巡査部長。
警視廳芝警察署所属的刑警。警視廳刑事部・捜査一課長專屬司機。
三笠洋平：春風亭昇太（香港配音：招世亮）
階級：警視正。
芝警察署署長。73代捜査一課長。
小野田義信：香川照之（香港配音：李錦綸）
階級：警視正。
警視廳第74代捜査一課長。

### 警視廳芝警察署
中村俊哉：龍星涼（香港配音：關令翹）
菜鳥刑警。
東山智之：加治將樹（香港配音：巫哲棋）
刑警。
石倉慎之介：丸一太（香港配音：張錦江）
刑警。
神尾梢：夏緒（香港配音：劉惠雲）
刑警。
杉本學：池田鐵洋（香港配音：馮志輝）
階級: 警視
芝警察署副署長。
大島：兒嶋一哉（香港配音：梁偉德）

### 警視廳豐洲警察署
須藤文香：神野三鈴（香港配音：黃麗芳）
刑事課課長。
關口一也：石黑英雄（香港配音：麥皓豐）
刑警。
篠原良平：望月章男
刑警。
寺井友宏：大熊啟譽
刑警。

### 警視廳本廳
藤倉良一：駿河太郎（香港配音：劉奕希）
階級: 警部
刑警・警視廳捜査一課 - 殺人犯搜查係第2係係長→殺人犯搜查係第1係係長。香坂的同期。
片山昭三：神尾佑（香港配音：陳廷軒）
階級: 警視
警視廳捜査一課特殊犯捜査負責管理官。
柳澤肇：手塚通（香港配音：馮錦堂）
階級: 警視
警視廳警務部監察官。
松岡航平：高橋光臣（香港配音：鄧志堅）
警視廳捜査二課長。

### 香坂家
香坂美沙：市川實日子（香港配音：曾佩儀）
香坂的妻子。
香坂敦史：木場勝己（香港配音：黃子敬 -> 張炳強）
真一郎的父親。原警視廳警察官，提拔小野田的人。
香坂真由美：三田佳子（特別出演）（香港配音：袁淑珍）
真一郎的母親。

### 其他

#### 芝署篇
- 山本亞里沙：佐佐木希（香港配音：何璐怡）
- 中田和正：桂文枝（日语：桂文枝 (6代目)）（香港配音：林國雄）
- 五十嵐仁：堀尾正明（日语：堀尾正明）（香港配音：劉昭文）
- 中田隆一：加藤晴彥（日语：加藤晴彦）（香港配音：麥皓豐）
- 池澤菜穂：吉田羊（香港配音：黃玉娟）
- 風見康夫：長江英和（日语：長江英和）（香港配音：黃子敬）
- 風見京子：富永沙織（日语：富永沙織）（香港配音：林元春）
- 小野田由香里：吉澤梨繪（日语：吉沢梨絵）
- 佐川勇人：井下好井（日语：井下好井）（香港配音：曹啟謙）

#### 豐洲署篇
- 富永拓三：梅澤富美男（日语：梅沢富美男）（香港配音：葉振聲）
- 金崎玲子：和田現子（香港配音：雷碧娜）
- 横澤裕一：井上芳雄（香港配音：梁偉德）
- 横澤亞美：中村杏（香港配音：詹健兒）
- 鈴木寛子：山野海（日语：山野海）（香港配音：伍秀霞）
- 矢部貴志（江口和夫）：中山裕介（日语：ユースケ・サンタマリア）（香港配音：陳卓智）
- 山田勳：高橋英樹（日语：高橋英樹） （香港配音：譚炳文）

## 製作團隊
- 製作人：伊與田英德（日语：伊與田英徳）、飯田和孝
- 監修：福澤克雄
- 導演：田中健太、渡瀨曉彥、池田克彥
- 劇本：丑尾健太郎
- 劇本協力：八津弘幸（日语：八津弘幸）
- 配樂：木村秀彬（日语：木村秀彬）
- 主題曲：《ノンフィクション》（真實人生）平井堅[3]
- 製作出品：TBS

## 播出日程
| 編                                                      | 集數   | 播出日期 | 日文標題 | 中文標題                                                     | 劇本                | 劇本協作          | 導演                       | 收視率 | 備註              |
| ------------------------------------------------------- | ------ | -------- | -------- | ------------------------------------------------------------ | ------------------- | ----------------- | -------------------------- | ------ | ----------------- |
| 芝署篇                                                  | 第1話  | 4月16日  |          | 新警察英雄誕生 敵人假裝夥伴 打倒背叛的上司！！               | 丑尾健太郎          | 八津弘幸 成瀨活雄 | 田中健太                   | 13.7%  | 延長25分          |
| 芝署篇                                                  | 第2話  | 4月23日  |          | 延長15分鐘特別劇 管轄和警視廳的戰爭！！敵人的敵人是夥伴！？  | 丑尾健太郎          | 八津弘幸 成瀨活雄 | 田中健太                   | 13.0%  | 延遲15分 延長15分 |
| 芝署篇                                                  | 第3話  | 4月30日  |          | 對警察的叛徒！對上司怒吼！！                                 | 丑尾健太郎          | 八津弘幸 成瀨活雄 | 渡瀨曉彥                   | 11.7%  |                   |
| 芝署篇                                                  | 第4話  | 5月07日  |          | 逮捕搜査一課長！？與上司正面交鋒！                           | 丑尾健太郎 成瀨活雄 | 八津弘幸          | 池田克彥                   | 13.5%  |                   |
| 芝署篇                                                  | 第5話  | 5月14日  |          | 再見管轄・芝署最終決戰！犯人逮捕                             | 丑尾健太郎          | 八津弘幸 成瀨活雄 | 田中健太                   | 13.9%  |                   |
| 豐洲署篇                                                | 第6話  | 5月21日  |          | 開啟豐洲署篇！警察拘捕及隱瞞                                 | 丑尾健太郎 成瀬活雄 | 八津弘幸          | 渡瀨曉彥                   | 13.5%  |                   |
| 豐洲署篇                                                | 第7話  | 5月28日  |          | 從100％證明到200％的覺悟之戰                                 | 丑尾健太郎 成瀬活雄 | 八津弘幸          | 池田克彦                   | 12.1%  |                   |
| 豐洲署篇                                                | 第8話  | 6月04日  |          | 最終決戰！與腹黑上司戰鬥贏得勝利                             | 丑尾健太郎 成瀬活雄 | 八津弘幸          | 田中健太                   | 13.6%  |                   |
| 豐洲署篇                                                | 第9話  | 6月11日  |          | 最終回前·共犯是上司！？反轉劇                                | 丑尾健太郎 成瀬活雄 | 八津弘幸          | 渡瀨曉彥                   | 13.7%  |                   |
| 豐洲署篇                                                | 最終話 | 6月18日  |          | 最終對決！擊敗刑事拘留調查一課長是學園的隱瞞和勾結？淚之結尾 | 丑尾健太郎 成瀬活雄 | 八津弘幸          | 田中健太 渡瀬暁彦 池田克彦 | 16.4%  | 延長20分          |
| 平均收視率13.5%（收視率由Video Research於關東地區統計） |        |          |          |                                                              |                     |                   |                            |        |                   |

## 外部連結
- TBS電視台官方網站 （页面存档备份，存于）
- WakuWakuJapan官方網站 （页面存档备份，存于）
- 緯來日本台官方網站 （页面存档备份，存于）